# تاوزينت (توزينت)
تاوزينت هي إحدى مشيخات المملكة المغربية، تتبع جغرافيا لإقليم قلعة السراغنة وإداريًا لتوزينت. يقدر عدد سكانها بـ 5111 نسمة حسب الإحصاء الرسمي للسكان والسكنى لسنة 2004.